# 瓦倫蒂娜·納皮
瓦倫蒂娜·納皮 （義大利語：Valentina Nappi，1990年11月6日—）是一位義大利裔的色情影視演員與模特兒。

## 生平
納皮在1990年出生於斯卡法蒂。2011年，在與導演洛可·希佛帝以電郵聯絡之後，她正式展開其色情演員職業生涯。
2013年10月，她畢業自薩萊諾藝術學院；她在就讀大學時曾修習藝術與設計，並曾撰寫數篇關於現代社會中男女相處狀況的短篇論文與參加一場哲學節慶。
她曾擔任義大利版《花花公子》2012年6月號玩伴女郎，以及2013年11月的每月閣樓寵物。
自2015年3月起，她在政治及社會雜誌《MicroMega》上撰寫專欄。

## 獲獎
- 2016年 AVN年度大獎 – 最佳三向性愛鏡頭：Anikka’s Anal Sluts（與米克·布魯（英语：Mick Blue）與阿妮卡·歐布萊特）[13]

## 圖集

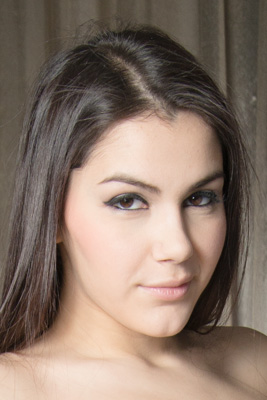
納皮於2014年
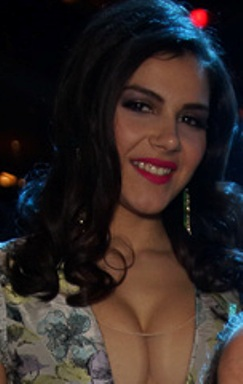
納皮於2014年在AVN成人娛樂博覽會
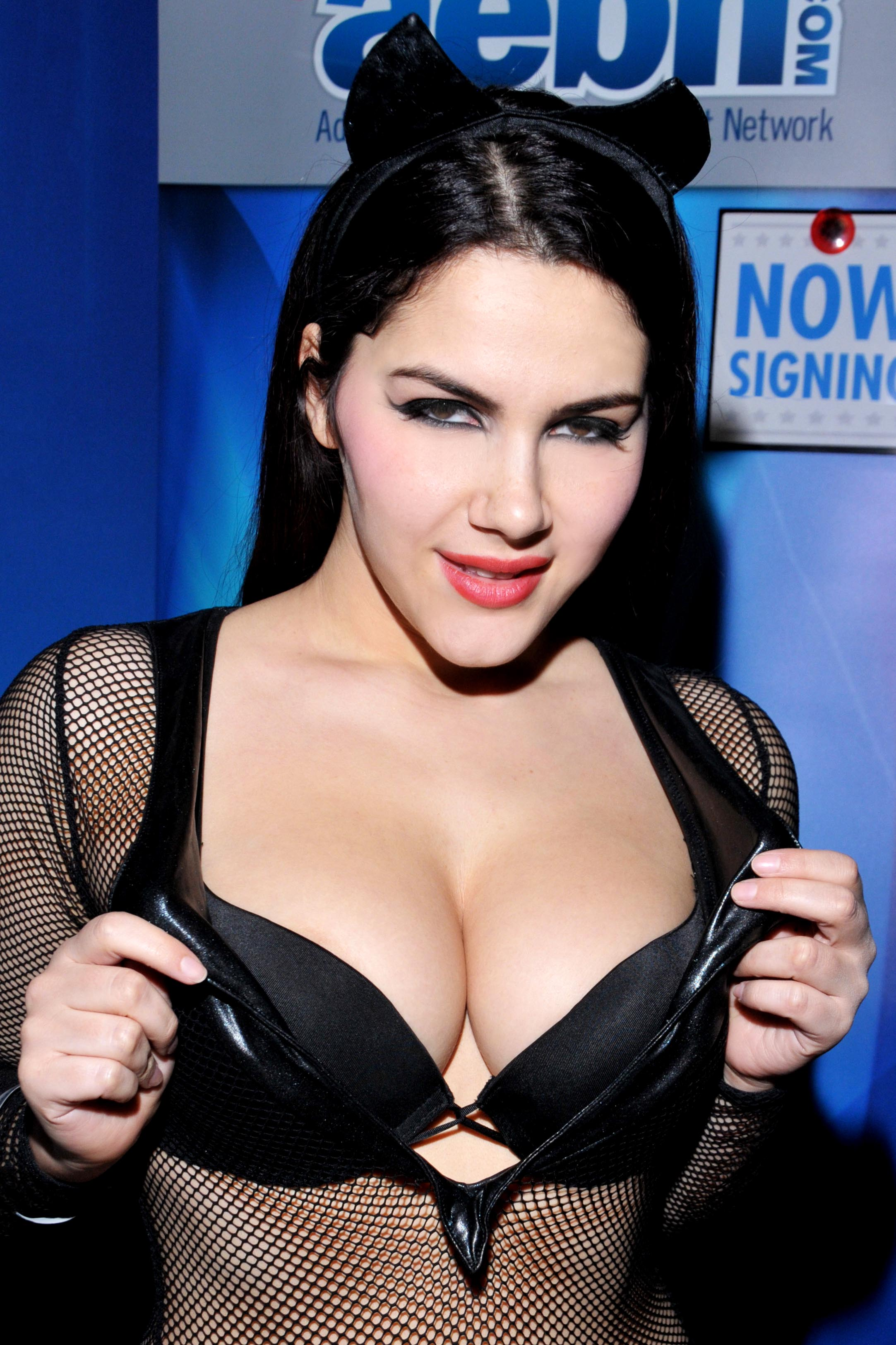
納皮於2016年在AVN成人娛樂博覽會

## 延伸閱讀
- 瓦倫蒂娜在GQ上的專訪報導
- 瓦倫蒂娜[]在Affaritaliani上的專訪報導

## 外部連結
- 官方网站
- 瓦倫蒂娜·納皮在互联网电影资料库（IMDb）上的資料（英文）
- 瓦倫蒂娜·納皮在網際網路成人電影資料庫
- 成人電影資料庫上瓦倫蒂娜·納皮的资料（英文）
- 瓦倫蒂娜·納皮 （页面存档备份，存于）在European Girls Adult Film Database上的資料
- 瓦倫蒂娜·納皮在Vimeo上的影片